# Cheilotrichia (Empeda) deludens
Cheilotrichia (Empeda) deludens is een tweevleugelige uit de familie steltmuggen (Limoniidae). De soort komt voor in het Neotropisch gebied.